# The Sketchbook
The Sketchbook은 J-POP , J-ROCK 분야에서 활동하는 일본의 음악 그룹이다. 2015년 3월 23일 라스트 라이브 공연을 끝으로 각자가 각각의 활동에 전념하기 위해 해산.
활동 기간: 2011년~2015년 3월 23일
레이블: avex entertainment 
멤버: 타다 히로시(보컬・베이스) / 코하라 리코(기타) / 와타나베 유우(드럼)